# Historia de un amor
Historia de un amor, in lingua italiana Storia di un amore, è una canzone composta dal compositore panamense Arturo "Chino" Hassán (1911–1974), nel 1955, in forma di bolero, ed incisa nello stesso anno dall'argentino Leo Marini assieme ai Sonora Matancera. Il testo è stato scritto da Carlos Eleta Almarán dopo la morte della moglie di suo fratello.
Il brano fu usato come colonna sonora, nel 1956, nel film dallo stesso titolo diretto da Roberto Gavaldón, interpretato da Libertad Lamarque, ed è stato cantato da artisti italiani come Mietta in collaborazione con i Marea nel 2017, da Laura Pausini (2013), Iva Zanicchi (2003), Orietta Berti (2003),
Il Volo (2012), Gian Costello (nel 1959 con il testo in italiano di Biri e Antonietta De Simone), Bruna Marlia in arte Manola Riuz (1960) Ruggero Oppi (1959), Nicola Di Bari e da molti artisti internazionali, tra i quali: Cesária Évora, Dalida (1957, in francese, testo di Francis Blanche), Lucho Gatica, Guadalupe Pineda, Eydie Gormé (1964), Los Paraguayos, Abbe Lane, Marco Antonio Muñiz, Tommy Garrett (1966), Julio Iglesias (1976), Angélica María, Nana Mouskouri (1991), George Dalaras, Luis Arcaraz y Su Orquesta, Pérez Prado (1957), Laura Fygi (2000), Pedro Infante (1959), Luis Miguel (1994), Yasar, Lili Boniche, Los Tres Ases, Dany Brillant, Ana Gabriel (2009), Diego El Cigala, Luz Casal (2011), Lucho Gatica, ZAZ (2013, dal vivo), Richard Clayderman (1981), Richard Galliano (2005), Pancho Barraza, Los Panchos, Roberto Kel Torres, David Barrull (2014) Tania Libertad, French Latino, Mario Frangoulis, Tonina Saputo (2015), Il Divo (2015), Hélène Ségara (2016, in francese e in italiano), Deepanima (2017), Giovanni Marradi (2017), Tony Glausi (2020).

## Cinema
Il brano è stato inserito nelle colonne sonore di vari film; è indicato tra parentesi il nome dell'interprete:
- 1956: Historia de un amor, regia di Roberto Gavaldón (Libertad Lamarque)
- 1963: Los derechos de los hijos, regia di Miguel Morayta (Elvira Quintana)
- 1985: Aqueles Dois, regia di Sergio Amon (Dalva De Oliveira)
- 1995: Peccato che sia femmina, regia di Josiane Balasko (Dalida)
- 2003: La finestra di fronte, regia di Ferzan Özpetek (Guadalupe Pineda con Los Tres Ases)
- 2004: Spanglish - Quando in famiglia sono in troppi a parlare, regia di James L. Brooks (Luis Miguel)
- 2005: La vita segreta delle parole, regia di Isabel Coixet (Dalida)
- 2010: La pasión (film tv), regia di Santiago Tabernero (Luz Casal come "Luz")
- 2011: Flor de fango, regia di Guillermo González (Pascual Reyes)
- 2016: Dalida, regia di Lisa Azuelos (Dalida)
- 2019: Momenti di trascurabile felicità, regia di Daniele lucchetti
- 2019: Il traditore, regia di Marco Bellocchio (Guadalupe Pineda)
- 2022: Rumba therapy, regia di Franck Dubosc